# Melophagus kamtshaticus
Melophagus kamtshaticus är en tvåvingeart som beskrevs av Doszhanov 1979. Melophagus kamtshaticus ingår i släktet Melophagus och familjen lusflugor. Inga underarter finns listade i Catalogue of Life.